# Ari Paunonen
Ari Tapani Paunonen (né le 10 mars 1958 à Sulkava) est un athlète finlandais, spécialiste du demi-fond.
Il remporte la médaille d'or du 1500 mètres à deux reprises, lors des Championnats d'Europe juniors d'athlétisme 1975 à Athènes et lors de ceux de 1977 à Donetsk [1]. Son meilleur temps sur cette distance est de 3 min 38 s 07 obtenu à Tampere le 31 juillet 1977.
Il est toujours détenteur des records de Finlande du mile et du 3 000 m et sur cette distance du record d'Europe juniors.

## Référence et Liens externes
1. L'Equipe du 22 août 1977.
- Ressources relatives au sport :   - Tilastopaja
  - Track and Field Statistics
  - World Athletics